# Alessandro Misciasci
Alessandro Misciasci (* in Catania, Sizilien) ist ein italienischer Pianist und Liedbegleiter sowie Korrepetitor und Lehrender für musikalische Einstudierung am Salzburger Mozarteum.

## Leben
Misciasci absolvierte sein Klavierstudium am Conservatorio di musica Agostino Steffani in Castelfranco Veneto und wurde 1986 Preisträger beim internationalen Wettbewerb für Liedbegleiter in Den Haag. Im selben Jahr holte ihn der Rektor des Mozarteums Paul Schilhawsky an das Mozarteum, wo Misciasci seitdem als Korrepetitor für musikalische Einstudierung tätig ist. Er begleitete am Klavier Meisterkurse von Opernsängern wie Elisabeth Schwarzkopf, Josef Greindl und Christa Ludwig. Außerdem wirkte er als musikalischer Assistent von Nikolaus Harnoncourt, Riccardo Muti, Daniele Gatti, Gianandrea Noseda und Christian Thielemann bei mehreren Produktionen der Salzburger Festspiele mit.
Als Liedbegleiter konzertierte er mit unter anderem Markus Werba, Zurab Zurabishvili, Mirjam Tola, Sokolin Asllani oder Asmik Grigorian und trat zum Beispiel beim Szent Gellért Festival in Szeged auf.
Misciasci engagiert sich für die zeitgenössische Musik. Er wirkte 2001 bei der CD-Veröffentlichung des Gesangswerks (45 Lieder) des niederländischen Komponisten Erik Lotichius (1929–2015) als Liedbegleiter von Caren van Oijen. Im selben Jahr spielte er am Salzburger Landestheater anlässlich des Festakts 70 Jahre Thomas Bernhard die Uraufführung des Liederzyklus IX Psalmen von Thomas Bernhard für Mezzosopran und Klavier von Hubert Steppan (1928–2009).
2012 ehrte das Conservatorio di musica Agostino Steffani Misciasci mit dem Premio alla carriera für besondere musikalische Verdienste.
Misciasci war 2017 Gastdozent an der Kunstakademie Islands, wo er 2016 auch im Rahmen einer Meisterklasse für Gesang unterrichtete.

## Diskografie
- Erik Lotichius: Vocal Works. Mit Caren van Oijen, Hantzen Houwert, Benny Laureyn, Erik Lotichius (Donemus; 2001)[14]